# Stiepan Goriaczewskich
Stiepan Michajłowicz Goriaczewskich, ros. Степан Михайлович Горячевских, błr. Сцяпан Міхайлавіч Гарачэўскіх – Ściapan Michajławicz Haraczeuskich (ur. 6 czerwca 1985 w Niżniekamsku) – białoruski hokeista pochodzenia rosyjskiego, reprezentant Białorusi.

## Kariera
- Nieftiechimik Niżniekamsk 2 (2002–2004)
- Junost' Mińsk (2004–2009)
  -  Junior Mińsk (2004–2005)
- HK Szachcior Soligorsk (2009–2010)
- HK Szynnik Bobrujsk (2010–2011)
- Donbas Donieck (2011–2013)
  -  Donbas 2 Donieck (2012–2013)
- Saryarka Karaganda (2013–2014)
- Jugra Chanty-Mansyjsk (2014–2015)
- Łada Togliatti (2015)
- Arłan Kokczetaw (2015)
- Siewierstal Czerepowiec (2015–2016)
- Kazcynk-Torpedo (2016)
- Arłan Kokczetaw (2016–2017)
- Dynama Mińsk (2017)
- HK Dynama Mołodeczno (2017)
- Bejbarys Atyrau (2018)
- Gyergyói HK (2018-2019)
- Donbas Donieck (2019-2020)
- HK Brześć (2020-2021)
- Chimik Nowopołock (2021-2022)

Wychowanek klubu Nieftiechimik Niżniekamsk. Przez osiem lat występował w ekstralidze białoruskiej. Następnie grał w klubie ukraińskim Donbas Donieck, kazachskim Saryarka Karaganda. Od lipca 2014 zawodnik rosyjskiego klubu Jugra Chanty-Mansyjsk. Od czerwca do lipca 2015 zawodnik Łady Togliatti. Od sierpnia 2015 zawodnik Arłanu Kokczetaw. Od grudnia 2015 zawodnik Siewierstali Czerepowiec. Od maja 2016 zawodnik Kazcynk-Torpedo. Od listopada 2016 ponownie zawodnik Arłanu Kokczetaw. Od czerwca do listopada 2017 zawodnik Dynama Mińsk. W sierpniu 2018 został bramkarzem rumuńskiego klubu Gyergyói HK. W sierpniu 2019 ponownie został zawodnikiem Donbasu Donieck. W czerwcu 2020 przeszedł do HK Brześć. W lipcu 2021 został zawodnikiem Chimika Nowopołock. W lipcu 2022 odszedł z tego klubu.
Został reprezentantem Białorusi. Brał udział w turnieju zimowej uniwersjady edycji 2011. Uczestniczył w turniejach mistrzostw świata w 2005, 2006, 2007, 2008, 2013. Mimo tego do 2014 nie rozegrał na mistrzostwach świata ani jednego meczu.

## Sukcesy

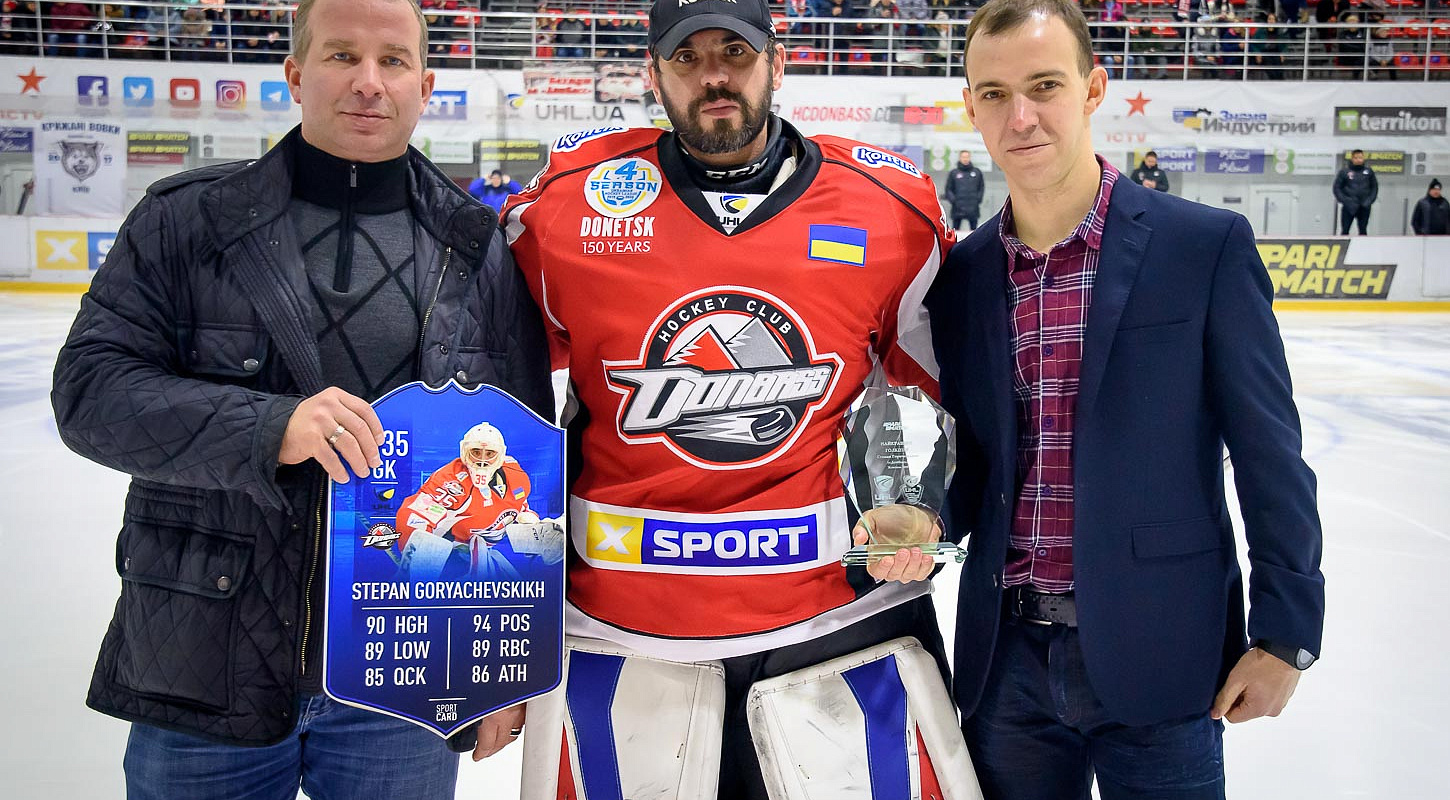
Stiepan Goriaczewskich w barwach Donbasu Donieck (2020)

Reprezentacyjne
- Srebrny medal zimowej uniwersjady: 2011

Klubowe
- Złoty medal mistrzostw Białorusi: 2004, 2005, 2006, 2009 z Junostią Mińsk
- Srebrny medal mistrzostw Białorusi: 2008 z Junostią Mińsk, 2010 z Szachciorem Soligorsk
- Brązowy medal mistrzostw Białorusi: 2007 z Junostią Mińsk
- Puchar Białorusi: 2010 z Junostią Mińsk
- Puchar Kontynentalny: 2007 z Junostią Mińsk
- Złoty medal mistrzostw Ukrainy: 2011 z Donbasem Donieck, 2012, 2013 z Donbasem 2 Donieck
- Trzecie miejsce w Pucharze Kontynentalnym: 2012 z Donbasem Donieck
- Półfinał WHL: 2012 z Donbasem Donieck
- Puchar Kontynentalny: 2013 z Donbasem Donieck
- Złoty medal WHL /  Puchar Bratina: 2014 z Saryarką Karaganda
- Brązowy medal mistrzostw Kazachstanu: 2017 z Arłanem Kokczetaw
- Srebrny medal mistrzostw Ukrainy: 2020 z Donbasem Donieck

Indywidualne
- Wysszaja Chokkiejnaja Liga (2013/2014):
  - Piąte miejsce w klasyfikacji średniej goli straconych na mecz w sezonie zasadniczym: 1,86[16]
  - Trzecie miejsce w klasyfikacji skuteczności interwencji w sezonie zasadniczym: 92,7%[17]
  - Trzecie miejsce w klasyfikacji średniej goli straconych na mecz w fazie play-off: 1,76[16]
  - Czwarte miejsce w klasyfikacji skuteczności interwencji w fazie play-off: 93,4%[18]
  - Najlepszy bramkarz miesiąca – kwiecień 2014